# Hof van den Houte
Het Hof van den Houte is de naam van een kasteel dat zich bevond te Etten in de Nederlandse provincie Noord-Brabant.

## Geschiedenis
Hof van den Houte was een versterkt “huis met toebehoren”, gelegen ten zuidoosten van de kerk in Etten (Nu gemeente Etten-Leur). Het was een leenhof waar de leenheer zijn administratie in een slot bijhield en er mogelijk (tijdelijk) woonde. De toebehoren waren een boerderij, stallen, boomgaard en veel grond. Maar bovendien had heer Van den Houte vanaf de 13e eeuw ook de lage rechtspraak van Etten binnen de Baronie van Breda. De naam van het hof is afgeleid van de familie Uten Houte of Van den Houte. Het was waarschijnlijk Jan Arnoudszoon die al in de 14e eeuw begonnen is met het bouwen van een stenen huis. Een aantal generaties bleef het omgrachte huis in zijn familie totdat het door Hendrick Steenwech samen met de rechtspraak verkocht werd aan de heer van Breda. Het Hof van de Houte met de landerijen kreeg Hendrick Steenwech terug als leen, zodat de heer van Breda zijn leenheer werd en Hendrick op zijn beurt leenheer bleef over 87 leenmannen. Een paar jaar later al kwam het hof in bezit van de rijke Antwerpenaar Jan Pot.

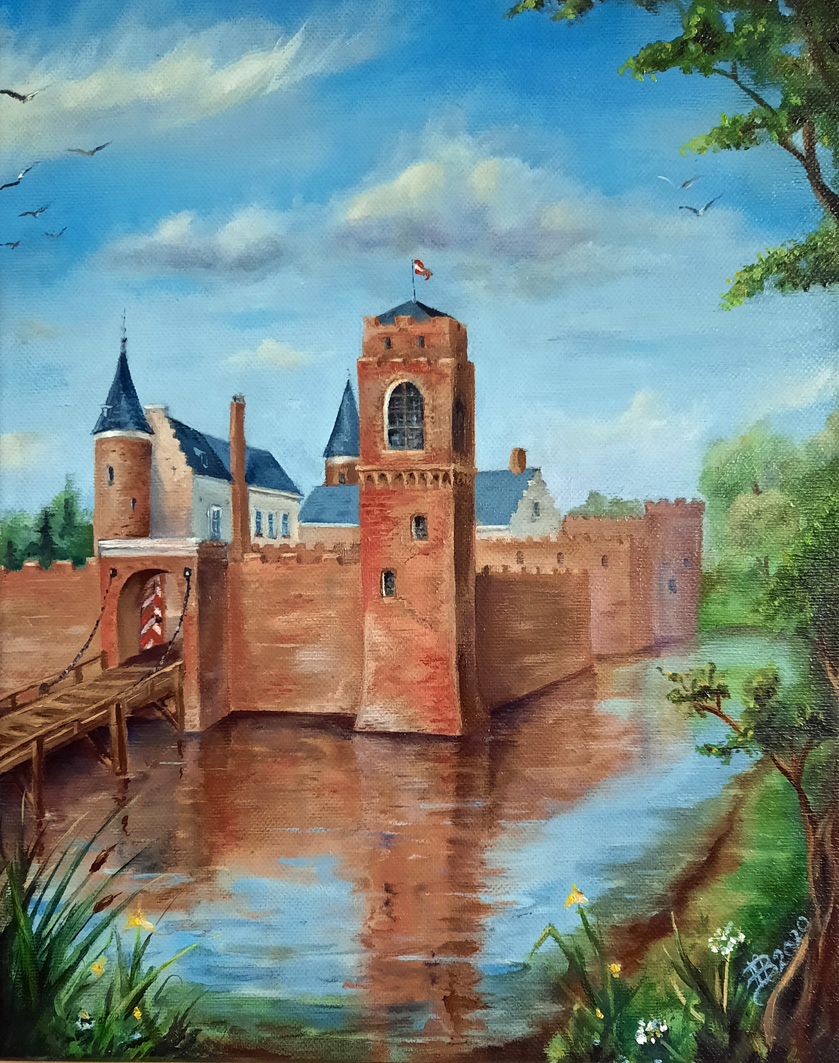
Kasteel van den Houte in de 17de eeuw, geschilderd in 2021 door Mathijs Bicknese naar een anonieme prent.

Een dochter van Jan Pot, Catharina was getrouwd met Philips van Aarschot-Schoonhoven. Via deze familie ging het kasteel vervolgens over naar de familie van der Straten. Johan van der Straten woonde ook werkelijk in het kasteel en men kan dan ook de grafstenen van hem (anno 1588) en van zijn moeder aantreffen in de Van Goghkerk (voorheen Mariakerk) aan de Markt te Etten-Leur. De dochter van Jan was getrouwd met Charles Hinckaert en zij erfde het hof. Toen haar dochter Johanna Hinckaert overleed kon weduwnaar Peter d’Assignies er blijven wonen, maar toen ook hij overleed was er een langdurige strijd en rechtspraak nodig om het hof weer bij een rechtmatige nakomeling van de Schoonhovens te krijgen. Dat was vrouwe Marie-Anne Scholastica van den Tympel, getrouwd met graaf de Vertain, prins de Rubempré. Hun dochters, wonend nabij Brussel, vonden Etten niet interessant genoeg en verkochten het kasteel met alle toebehoren in 1717 aan schout Cornelis Cornkoper. Deze verbouwde het flink vervallen kasteel grondig, zodat het een heel ander 18e-eeuws aanzien kreeg.
Cornkopers huwelijk bleef kinderloos. Na zijn dood erfde de trouwe huishoudster/pleegdochter Elisabeth Snels alles van hem. Zij trouwde met de huisknecht Cornelis van der Mee. Het was hun zoon Govert die uiteindelijk het kasteel moest verkopen. Het was namelijk behoorlijk aangetast door achterstallig onderhoud en door inkwartiering van Franse en Staatse soldaten. In 1815 slaagde Govert er in om het huis voor de sloop, dus voor de stenen e.d., te verkopen aan de Bredase aannemer Pieter Huijsers, die het onmiddellijk begon te slopen.
Door slechts summier archeologisch onderzoek in 1942 en 2000 en vervolgens de bouw van een ondergrondse parkeergarage met daarboven een overdekt winkelcentrum is er niets meer van het kasteel te zien. Wel heeft het winkelcentrum de naam gekregen van Hof van den Houte.
De eerste vermeldingen van het hof zijn van rond 1430, maar de aanduiding “kasteel” vinden we pas vanaf 1601. Er bestaat uit die periode een unieke afbeelding, waarvan de herkomst echter erg onzeker is. Toch zal het kasteel er wel ongeveer zo uitgezien hebben, gezien de diverse omschrijvingen en restauratierekeningen, die wijzen op een stenen gebouw met torens en leien daken, grachten en een ophaalbrug.
Pieter Nuijts bewoonde het kasteel van 1670-1708. Zijn beschrijving uit 1693 maakt melding van een omgracht gebouw met vier aanzienelijke Thoorens, en het had tussen genoemde tooren ende t’huis, nog eene breede gracht gelegen invoegen men alstoen over twee ophalende bruggen op ’t slot moest komen. Dit kasteel legt ten oosten, zuijden en westen in zijne hoven, boom en wijngaarden, met vermakelijk wandelingen, door nette afgeschoren heggen gesiert, ten noorden, ende straatwaarts besloten met het neer-ofte voorhof omzet met een hooge steene muur, paardestallinge, koetshuijs en andere gebouwen.

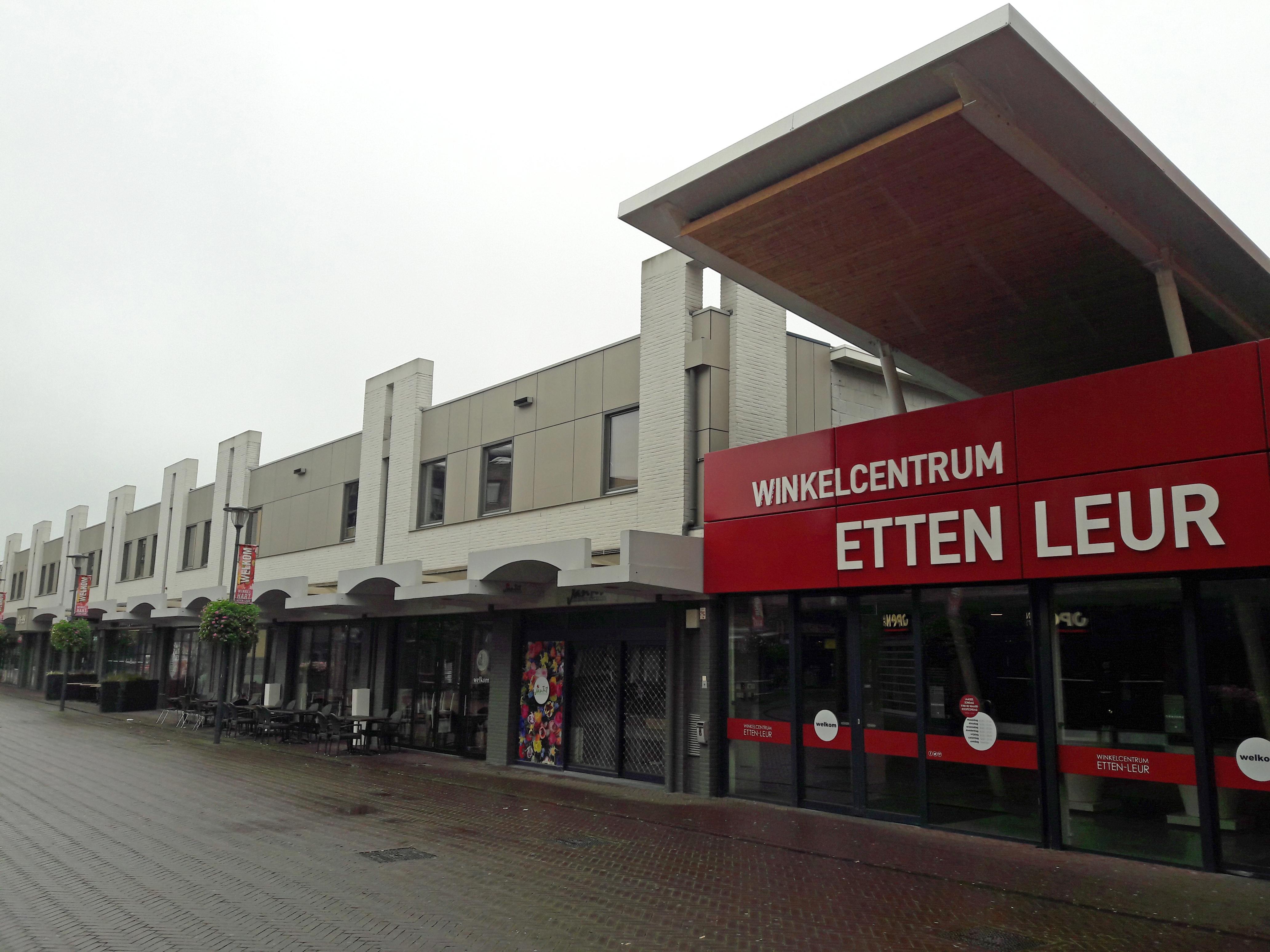
De architect van winkelcentrum Hof van den Houte heeft de suggestie van kantélen en een ophaalbrug in zijn ontwerp opgenomen